# Carroza (náutica)

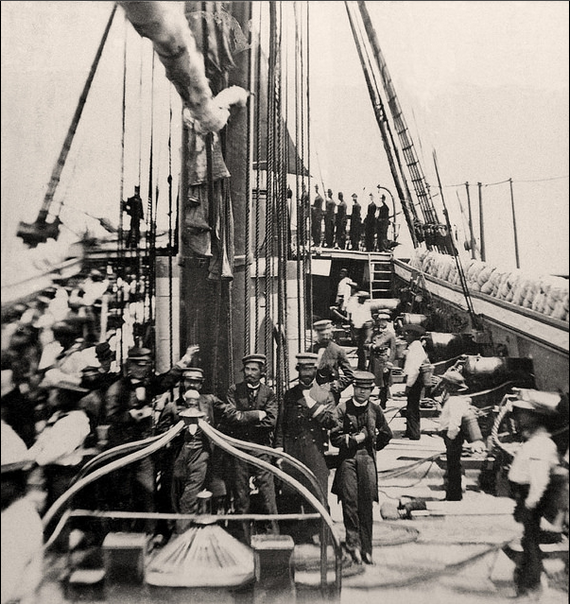
Foto tomada en 1860 de la cubierta de artillería de la Corbeta Esmeralda, sobre la cual se construyó la toldilla (en popa, al fondo) que protegía la chupeta de las inclemencias del tiempo. A ambos costados de la cubierta corría la amurada. En el centro de la nave puede verse la carroza, una liviana estructura metálica que, forrada en lona, protegía la escotilla a la cubierta inferior de la lluvia. Delante de la carroza puede verse, algo difuso, el cubichete que servía a la cubierta inferior para la ventilación e iluminación con luz natural.

En náutica, la carroza es toda armazón de hierro, lona o tabla, más o menos complicada y de cualquier dimensión, que sirve para defender de la intemperie y especialmente de la lluvia.

## Descripción
En particular, se llama así al armazón compuesta de cuatro candeleras de hierro, latón o madera, clavados en los ángulos de la brazola de una escotilla, unidos de cabeza a cabeza por una barandilla y coronados por dos arcos en cruz, que sirve para sostener una funda de lona, generalmente pintada o alquitranada, que se echa encima cuando va a llover para que no caiga el agua abajo. De esta clase es la carroza de popa o de la escala de la cámara. Fuera de la zona tórrida generalmente se usan, en lugar de estas carrozas, caramancheles de firme o que casi nunca se quitan.
Carroza es también la especie de pabellón abovedado generalmente de lona pintada, que se arma, a popa de las falúas y de algunos botes, sobre arcos de hierro o madera, que descansan en candeleros de hierro clavados en las bordas de una y otra banda. Sirve para resguardar de la intemperie a las personas que van en la cámara de la falúa o bote.